# Comté de Hancock (Maine)
Pour les articles homonymes, voir Comté de Hancock.
Le comté de Hancock (en anglais, Hancock County) est un comté de l'État du Maine aux États-Unis. Son siège est Ellsworth.
Le comté a été constitué le 25 juin 1789 et nommé d'après John Hancock, premier gouverneur du Commonwealth du Massachusetts

## Comtés limitrophes
|                | Comté de Penobscot | Comté de Washington |
| Comté de Waldo | Comté de Hancock   |                     |
|                |                    |                     |

## Villes
- Amherst
- Aurora
- Bar Harbor
- Blue Hill
- Brindleton Bay
- Brooklin
- Brooksville
- Bucksport
- Castine
- Cranberry Isles
- Dedham
- Deer Isle
- Eastbrook
- Ellsworth
- Franklin
- Frenchboro
- Gouldsboro
- Great Pond
- Hancock
- Lamoine
- Mariaville
- Mount Desert
- Orland
- Osborn
- Otis
- Penobscot
- Sedgwick
- Sorrento
- Southwest Harbor
- Stonington
- Sullivan
- Surry
- Swan's Island
- Tremont
- Trenton
- Verona Island
- Waltham
- Winter Harbor

## Patrimoine
Le Islesford Historical Museum and Blue Duck Ships Store est un musée d'histoire locale.
Le district historique de Schoodic Peninsula et le Fernald Point Prehistoric Site se trouvent dans le comté.